# Domènec Sugrañes i Gras

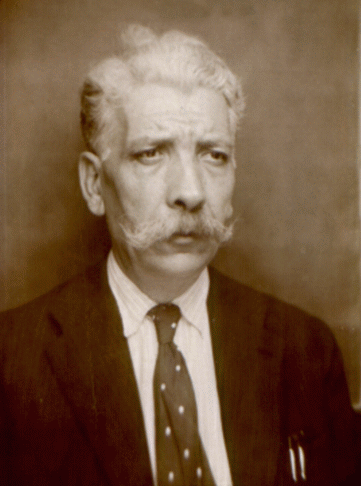
Domènec Sugrañes i Gras.

Domènec Sugrañes i Gras – alternative Schreibweise Domenech Sugranyes i Gras – (* 12. Dezember 1878 in Reus; † 9. August 1938 in Barcelona) war ein katalanischer Architekt und später Vertreter des Modernisme Català.
Sugrañes i Gras traf 1905 während seines letzten geplanten Studienjahres erstmals Antoní Gaudí i Cornet, welcher ihn zunächst mit dem Abschluss der Arbeiten in Bellesguard beauftragte. Dort zeichnete er hauptsächlich für die mit Mosaiken geschmückten Bänke vor der Tür, den Zierbrunnen sowie die Gestaltung des Treppenhauses verantwortlich. Durch die schnell enger werdende Beziehung zu Gaudí, an dessen Werken der folgenden Jahre er intensiv mitarbeitete, erwarb er den Abschluss eines Architekten erst 1912.  Er war in alle weiteren Projekte Gaudís intensiv eingebunden – insbesondere in die Errichtung der Kirche Sagrada Família, wo er die Bauleitung nach Gaudís Tod 1926 bis zum Brandanschlag 1936 innehatte und somit für die Fertigstellung der Geburtsfassade verantwortlich war. Er erwarb sich das Vertrauen seines Lehrers und Mentors, so dass er nach Gaudís Tod als dessen Testamentsvollstrecker eingesetzt wurde.
Weitere bedeutende Arbeiten Sugrañes' sind:
- Plaça de Braus de la Monumental (Stierkampfarena in Barcelona, errichtet 1913–1914, von Manuel Joaquim Raspall i Mayol, 1916 erweitert von Ignasi Mas i Morell, gemeinsam mit Domènec Sugrañes i Gras)
- Casa Bonet in Salou (1918)
- Edificios Balmes 107–109 in Barcelona (1922)
- Schule der Piaristen in Barcelona (1928)
- Casa Pellicer in Reus (1928)
- Öffentliche Schule von Capellades (1931)